# الوكرة (البلدية)
بلدية الوكرة بلدية قطرية تحدها بلديتا الدوحة والريان ومركزها مدينة الوكرة.

## علم أصول الكلمات

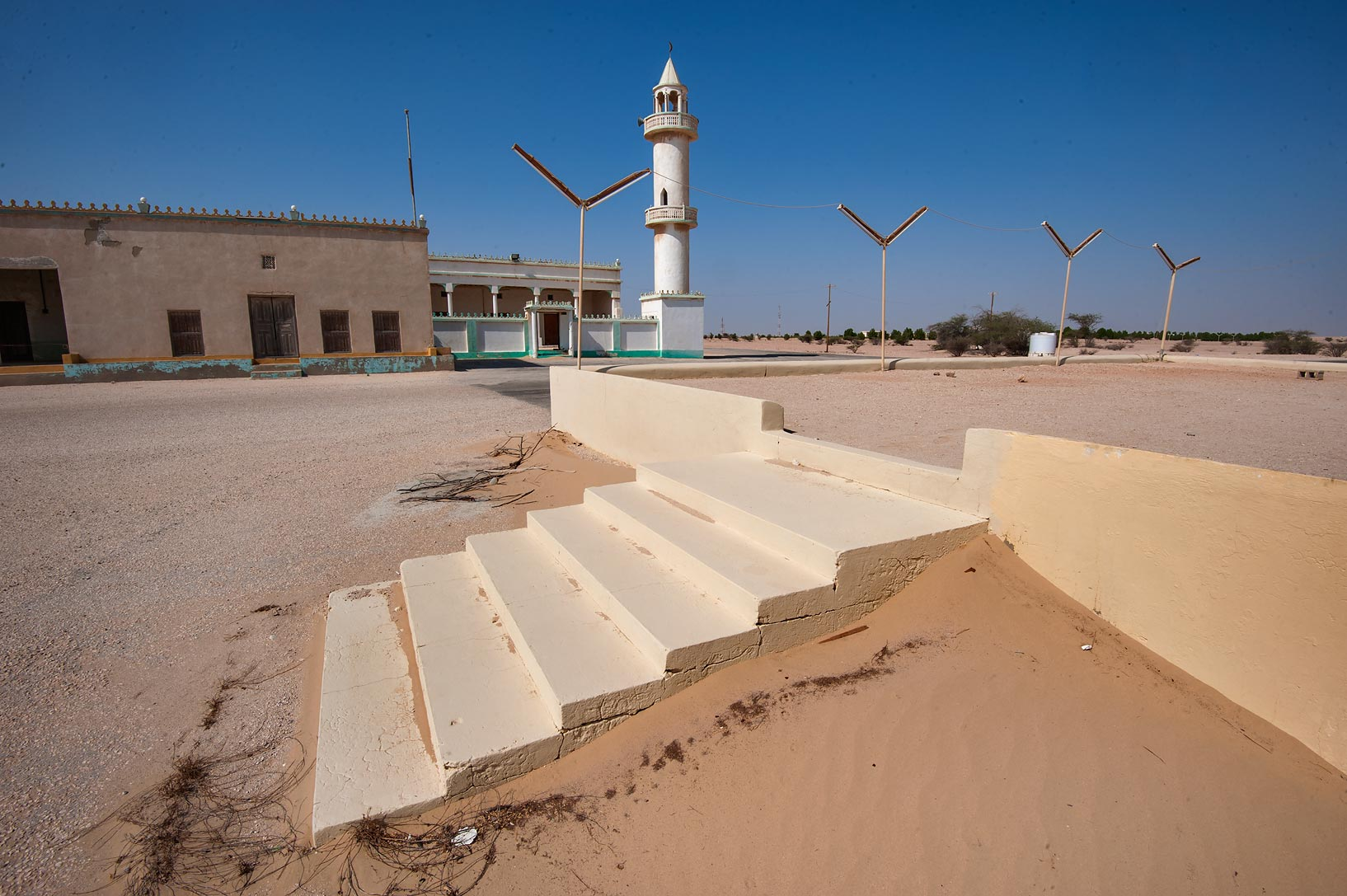
مسجد في الساحة المركزية في تراينا

سُمّيت البلدية تيمنًا بمدينة الوكرة التي اشتُقت تسميتها من الكلمة العربية "وكر" والتي تُترجم تقريبًا إلى "عش الطائر". ووفقًا لوزارة البلدية والبيئة أُطلق هذا الاسم نسبةً إلى تلة قريبة كانت تؤوي أعشاشًا للعديد من الطيور.

## الجغرافيا
يتميز الطرف الجنوبي من الوكرة بطبقات رملية كثيفة. وعلى عكس شمال قطر حيث تقع معظم المناطق بالقرب من مستوى سطح البحر فإن معظم الأجزاء الجنوبية والوسطى من الوكرة تتراوح 40 إلى 60 م (130 إلى 200 قدم) فوق مستوى سطح البحر. إن المياه شحيحة في معظم المناطق نظرًا لانخفاض منسوب المياه الجوفية نسبيًا. ومع وجود بعض المنخفضات إلا أنها نادرة مقارنةً بشمال قطر. وغالبًا ما تكون المياه الجوفية الجنوبية مالحة. ونتيجة لذلك كانت المستوطنات الدائمة قليلة ومتباعدة مع وجود بعض الاستثناءات في الخرارة وطرينة والفرية شمال خور العديد.

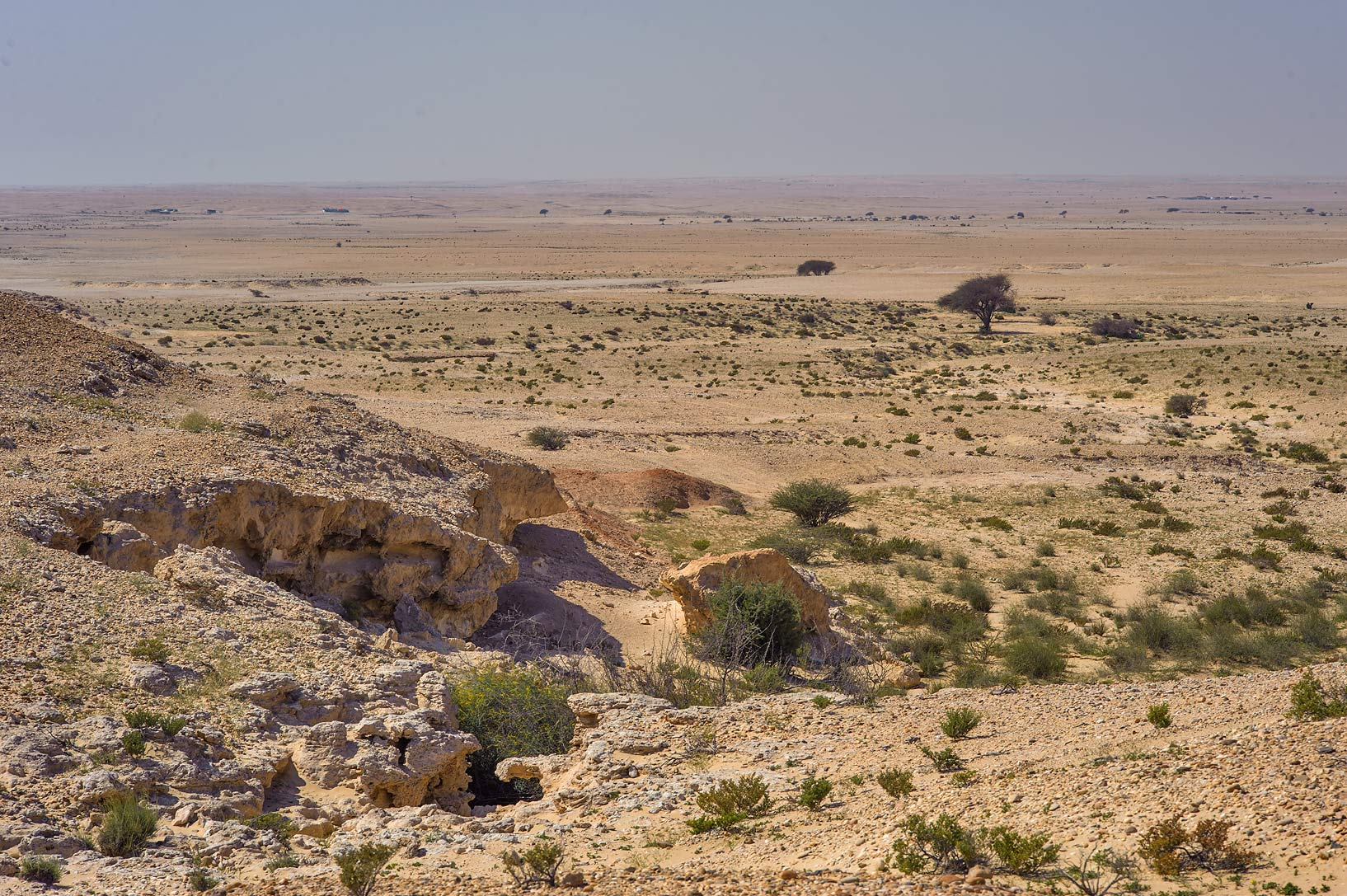
منحدرات الحجر الجيري بالقرب من الخرارة.

أُنشئت العديد من مخيمات البدو في جنوب الوكرة قديمًا ويمكن تمييز هذه المواقع غالبًا بوجود مساجد صغيرة مفتوحة. ومن المرجح أن البدو كانوا يزورون المنطقة بوجه رئيسي خلال فترات الطقس المناسب كموسم الأمطار. وكان الرعاة قادرين على تغذية جمالهم بالمياه المالحة التي كانت تُنتج بدورها حليبًا صالحًا للشرب.
وفقًا لوزارة البلدية والبيئة تضم البلدية 192 منخفضًا و13 واديًا وأربعة جداول وسبعة سهول و14 تلة وأربعة مرتفعات وسبعة سبخات وأربعة خلجان وثلاثة شعاب مرجانية. الرأس الوحيد المسجل هنا هو رأس المحارف. وتوجد جزيرتان قبالة شواطئها: جزيرة شراوه وجزيرة الأزهة. أحد أبرز تلالها هو جبل الوكرة وهو 26 م (85 قدم) تلة صخرية عالية تقع على بعد 1.6 كـم (1 ميل) جنوب مدينة الوكرة. تسيطر سلسلة جبال النقيان على الربع الجنوبي من البلدية في خور العديد.

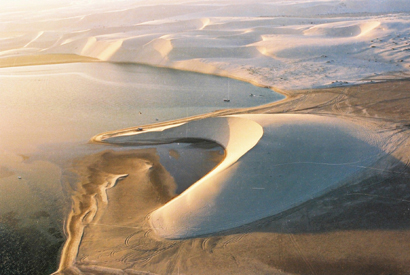
كثبان رملية في خور العديد